# ニカルジピン
ニカルジピン（Nicardipine）はジヒドロピリジン系のカルシウム拮抗薬である。高血圧、狭心症、レイノー現象の治療に用いられる。経皮的冠動脈形成術にも使用される。経口剤と注射剤が利用できる。ニカルジピンの注射剤は手術に伴う高血圧時の緊急降圧に頻用されている。商品名はペルジピンだが、発売後長期間経過しており、後発薬も多く発売されている。
作用機序や臨床効果はニフェジピンおよび他のジヒドロピリジン系薬剤（アムロジピン、フェロジピン）に酷似しているが、より脳血管および冠状動脈血管に選択的であることが特徴である。また、ニカルジピンはニフェジピンより半減期が長い。ニカルジピンは1981年に厚生労働省と米国食品医薬品局により承認された。

## 効能・効果

### 錠剤・カプセル剤
- 本態性高血圧症

### 注射剤
- 手術時の異常高血圧の救急処置
- 高血圧性緊急症
- 急性心不全（慢性心不全の急性増悪を含む）

## 禁忌

### 錠剤・カプセル剤
- 頭蓋内出血で止血が完成していないと推定される患者
- 脳卒中急性期で頭蓋内圧が亢進している患者  等

### 注射剤
- 警告
  - 本剤を脳出血急性期の患者および脳卒中急性期で頭蓋内圧が亢進している患者に投与する場合には血圧等の患者の状態を十分にモニタリングする必要がある。

- 禁忌（急性心不全）
  - 高度な大動脈弁狭窄・僧帽弁狭窄、肥大型閉塞性心筋症、低血圧（収縮期血圧90mmHg未満）、心原性ショックのある患者
  - 発症直後で病態が安定していない重篤な急性心筋梗塞患者

## 副作用
重大な副作用は、
経口剤：
- 血小板減少
- 肝機能障害、黄疸

注射剤：
- 麻痺性イレウス
- 低酸素血症（0.1～5%未満）
- 肺水腫、呼吸困難（各0.1%未満）
- 狭心痛
- 血小板減少（0.1%未満）
- 肝機能障害（0.1～5%未満）、黄疸

である。

## 承認
米国では1973年に特許を取得し、1981年に医療用として承認された。
日本では1972年に発見され、1974年より臨床試験を開始し、経口剤については1981年に「脳血流障害に基づく諸症状の改善：脳梗塞後遺症、脳出血後遺症、脳動脈硬化症」の効能・効果、1982年には「本態性高血圧症」の効能・効果の承認を取得した。脳血流障害に基づく諸症状の改善については1990年に効能削除された。注射剤については1981年より臨床試験を実施し、1988年に「手術時の異常高血圧の救急処置」の、1994年に「高血圧性緊急症」の、1998年に「急性心不全」の適応の承認を取得した。

## 参考資料
1. ↑  “Efficacy of intracoronary nicardipine in the treatment of no-reflow during percutaneous coronary intervention”. Catheterization and Cardiovascular Interventions 68 (5):  671–6. (November 2006). doi:10.1002/ccd.20885. PMID 17034064.
2. ↑  “ペルジピン錠10mg／ペルジピン錠20mg／ペルジピン散10% 添付文書”. www.info.pmda.go.jp. 2022年1月2日閲覧。
3. ↑  “ペルジピンLAカプセル20mg／ペルジピンLAカプセル40mg 添付文書”. www.info.pmda.go.jp. 2022年1月2日閲覧。
4. ↑  “ペルジピン注射液2mg／ペルジピン注射液10mg／ペルジピン注射液25mg 添付文書”. www.info.pmda.go.jp. 2022年1月2日閲覧。
5. ↑  Fischer, Jnos; Ganellin, C. Robin (2006) (英語). Analogue-based Drug Discovery. John Wiley & Sons. p. 464. ISBN 9783527607495
6. ↑  “ペルジピン錠10mg／ペルジピン錠20mg／ペルジピン散10% インタビューフォーム”. www.info.pmda.go.jp. 2022年1月2日閲覧。
7. ↑  “ペルジピン注射液2mg／ペルジピン注射液10mg／ペルジピン注射液25mg インタビューフォーム”. www.info.pmda.go.jp. 2022年1月2日閲覧。